# Paul-François Sylvestre
Œuvres principales
L'Ontario français, quatre siècles d'histoire
Paul-François Sylvestre, né le 30 décembre 1947 à Saint-Joachim, près de Windsor (Ontario), est un écrivain franco-ontarien. 

## Biographie
Son père, Francis Sylvestre, descend d'une famille de Saint-Barthélemy au Québec qui s'est installée en Ontario en 1867. La famille de sa mère, Cécile Parent, s'établit dans la région de Détroit vers 1730 à l'époque de la Nouvelle-France. Il fait ses études secondaires à Ottawa. En 1968, il devient secrétaire général de l'Assemblée provinciale des mouvements de jeunes de l’Ontario français (APMJOF). Après ses études en philosophie (1969) et en récréologie (1971) à l'Université d'Ottawa, il devient responsable du programme Activités Jeunesse en 1971. Il fait carrière comme essayiste, romancier, critique littéraire et chroniqueur historique pour plusieurs périodiques francophones du sud de l'Ontario, Il est l'auteur d'une vingtaine d’études sur l’Ontario français, huit romans, trois recueils de nouvelles, deux recueils de poésie et deux albums de contes pour enfants.  Il est directeur des Éditions L'Interligne et rédacteur en chef de la revue des arts Liaison de 1987 à 1997, puis responsable du Secteur franco-ontarien au Conseil des arts de l'Ontario (1997-2002). Il est aujourd’hui critique littéraire et chroniqueur historique pour six hebdomadaires franco-ontariens : Le Rempart (Windsor), L'Action (London), Le Régional (Hamilton), Le Métropolitain (Brampton), L'Express (Toronto)  et Le Nord (Hearst).
Paul-François Sylvestre est président de la Société des écrivains canadiens, section Ottawa-Hull, de 1982 à 1985. Membre de l’Association des auteures et auteurs de l'Ontario français, de la Société d'histoire de Toronto, de FrancoQueer et des Centres d'Accueil Héritage, il reçoit la médaille du Conseil de la vie française en Amérique, en 1987, pour services rendus à la francophonie ontarienne. Il obtient aussi le Prix du Nouvel-Ontario en 1994, attribué pour couronner l’ensemble de son œuvre, et le Prix Jean-Baptiste-Rousseau de la Société d’histoire de Toronto, en 2006, pour sa contribution à la promotion de l’identité franco-ontarienne. Il devient  membre de l’Ordre de l'Ontario le 24 janvier 2008.  Il enseigne la littérature franco-ontarienne au Collège Glendon de l’Université York et l’histoire de l’Ontario français au Collège Boréal.

## Thématique et esthétique
L'œuvre de Paul-François Sylvestre, constituée d'essais, de prose et de poésie, s'articulent autour des thèmes de l'Ontario français et de l'homosexualité.
Paul-François Sylvestre résume pour le grand public l'histoire franco-ontarienne dans l'essai L'Ontario français, quatre siècles d'histoire (2013). Il retrace l'histoire de l'Assemblée de la francophonie de l'Ontario dans l'essai Cent ans de leadership franco-ontarien (2010), notant l'évolution des préoccupations de la seule éducation à ses débuts à une multitude de thèmes maintenant. Parmi ses romans historiques, Anne, ma sœur Anne (1988) présente l'histoire d'une religieuse au tempérament fort et têtu et à l'esprit curieux, qui survit au sein de la communauté religieuse qui la rejette. Dans le roman Obéissance ou résistance (1986), il rappelle la bataille menée en 1917-1918 par les francophones de Windsor contre les intentions assimilatrices de Michael Francis Fallon, évêque de London. Il relate dans son roman Des œufs frappés, publié la même année, la contrebande d'alcool dans la même ville à la même époque. En 1990, il publie Terre natale qui se déroule à L'Assomption entre 1767 et 1791 dans le premier établissement permanent de l'Ontario actuel, avec son école française (1786) et son député François Baby (1791).
Dans le recueil de nouvelles Amour, délice et orgie (1980), Paul-François Sylvestre raconte diverses aventures de personnages gais. Dans la première nouvelle « Amour », Claude hésite à confier à sa meilleure amie Judith qu'il s'est trouvé un compagnon et celle-ci se montre heureuse de cette rencontre. Dans la seconde « Délice », Jocelyn, jeune traducteur, fait la connaissance de Georges, un musicien. Dans la troisième nouvelle « Orgie », Jacques, député à Ottawa et homme marié, a des aventures avec cinq hommes. Enfin, dans « Le mot de la fin avec Tante Mélanie », la relation entre Roger et Robert fait l'objet d'opinions des membres de la famille et des habitants du village. Dans son roman L'envers de la médaille publié en 2015. Paul-François Sylvestre mélange personnages historiques et personnages fictifs et aborde, à travers l'histoire de prêtres séduisant de jeunes hommes à Toronto et à Ottawa, ses deux thèmes privilégiés.

## Œuvres

### Essais
Ontario français
- 1980 - Penetang : l’école de la résistance, Sudbury, Éditions Prise de parole, 110 pages[15],[16].
- 1984 - Les journaux de l’Ontario français, 1858-1983, Sudbury, Société historique du Nouvel-Ontario, Document no 81, 60 pages.
- 1984 - Les communautés religieuses en Ontario français, Montréal, Éditions Bellarmin, 144 pages  (ISBN 2890075516)[17],[16].
- 1984 - Agenda historique de l'Ontario français, Ottawa : Centre franco-ontarien de ressources pédagogiques, 102 pages.
- 1984 - Casselman, Ottawa : Centre franco-ontarien de ressources pédagogiques, 121 pages.
- 1984 - Cornwall, Ottawa : Centre franco-ontarien de ressources pédagogiques, 156 pages.
- 1984 - Les Journaux de l'Ontario français, 1858-1983, Sudbury, Société historique du Nouvel-Ontario Université de Sudbury, 51 pages.
- 1986 - Nos parlementaires, Ottawa, Éditions L’Interligne, 132 pages[16].
- 1986 - Les Évêques franco-ontariens, 1833-1986, Hull, Éditions Asticou, 144 pages[16].
- 1986 - 130 ans au service de l'excellence - le Conseil des écoles séparées catholiques d'Ottawa, 1856-1986, Ottawa, Conseil des écoles séparées catholiques d'Ottawa, 41 pages,  (ISBN 0921399014).
- 1987 - Le Concours de français, Sudbury, Éditions Prise de parole, 160 pages[16].
- 2005 - L’Ontario français au jour le jour : 1 384 éphémérides de 1610 à nos jours, Toronto, Éditions du Gref, 360 pages.  (ISBN 1-897018-14-2)[18],[19]  .
- 2007 - Toronto s’écrit : la Ville Reine dans notre littérature, Gref
- 2010 - Cent ans de leadership franco-ontarien, Ottawa, Éditions David, 148 pages  (ISBN 9782895971214).
- 2012 - Toronto et sa toponymie française, guide des noms de rues et de parcs, Toronto, Éditions du Gref[20].
- 2013 - L’Ontario français, quatre siècles d’histoire, Ottawa, Éditions David, 224 pages.
- 2014 - Lectures franco-ontariennes 4, Gref

Homosexualité
- 1976 - Propos pour une libération (homo)sexuelle, Montréal, Éditions de L’Aurore, 160 pages  (ISBN 0885321162)[21].
- 1979 - Les homosexuels s’organisent au Québec et ailleurs, Montréal, Éditions Homeureux, 168 pages[22].
- 1983 - Bougrerie en Nouvelle-France, Hull, Éditions Asticou, 94 pages  (ISBN 2891980468) [23].

### Roman et nouvelles
- 2016 - Ces chers escrocs, Toronto, Éditions du GREF, 182 pages  (ISBN 9781897018699).

Roman historique
- 1986 - Obéissance ou résistance, Montréal, Éditions Bellarmin, 152 pages.
- 1986 - Des œufs frappés…, Sudbury, Éditions Prise de parole, 144 pages.
- 1988 - Anne, ma sœur Anne, Sudbury, Éditions Prise de parole, 112 pages  (ISBN 0921573022).
- 1990 - Terre natale, Ottawa, Éditions L’Interligne, 162 pages  (ISBN 9780920115046).

Homosexualité
- 1980 - Amour, délice et orgie, Montréal, Éditions Homeureux, 98 pages.
- 1987 - Une jeunesse envolée, Ottawa, Éditions L’Interligne, 128 pages  (ISBN 0-920115-05-5).
- 1994 - Le Mal-aimé, Hearst, Éditions du Nordir, 126 pages[24].
- 1997 - Homosecret, Hearst, Éditions du Nordir, 52 pages[25].
- 2000 - Sissy ou une adolescence singulière, Toronto, Éditions du GREF, 128 pages  (ISBN 0-921916-90-6) [26].
- 2004 - 69, rue de la Luxure, Toronto, Éditions du GREF, 200 pages  (ISBN 9781897018101)[27].
- 2015 - L'envers de la médaille, Toronto, Éditions du GREF, 248 pages.

### Poésie
Homosexualité
- 1995 - Homoportrait, Hearst, Éditions du Nordir, 1995. 56 pages. (ISBN 9780292136533)
- 1997 - Homoreflet, Hearst, Éditions du Nordir, 1997, 54 pages  (ISBN 9782921365628) [28].

## Prix et distinctions
- 1987 - Médaille du Conseil de la vie française en Amérique
- 1994 - Prix du Nouvel-Ontario
- 2006 - Prix Jean-Baptiste-Rousseau
- 2008 - Membre de l’Ordre de l'Ontario

### Archives
- Centre de recherche en civilisation canadienne-française